# Pont du Christ
Le pont du Christ est un pont situé à Wavre en Belgique, qui a été le lieu d'affrontements violents entre les troupes françaises de Grouchy et les troupes prussiennes de Blücher le 18 juin 1815 lors de la bataille de Wavre.

## Localisation
Le Pont du Christ se situe sur le territoire de la commune belge de Wavre dans la province du Brabant wallon.
Il enjambe la Dyle entre la place Alphonse Bosch et la rue du Pont du Christ, à la hauteur du quai aux Huîtres.

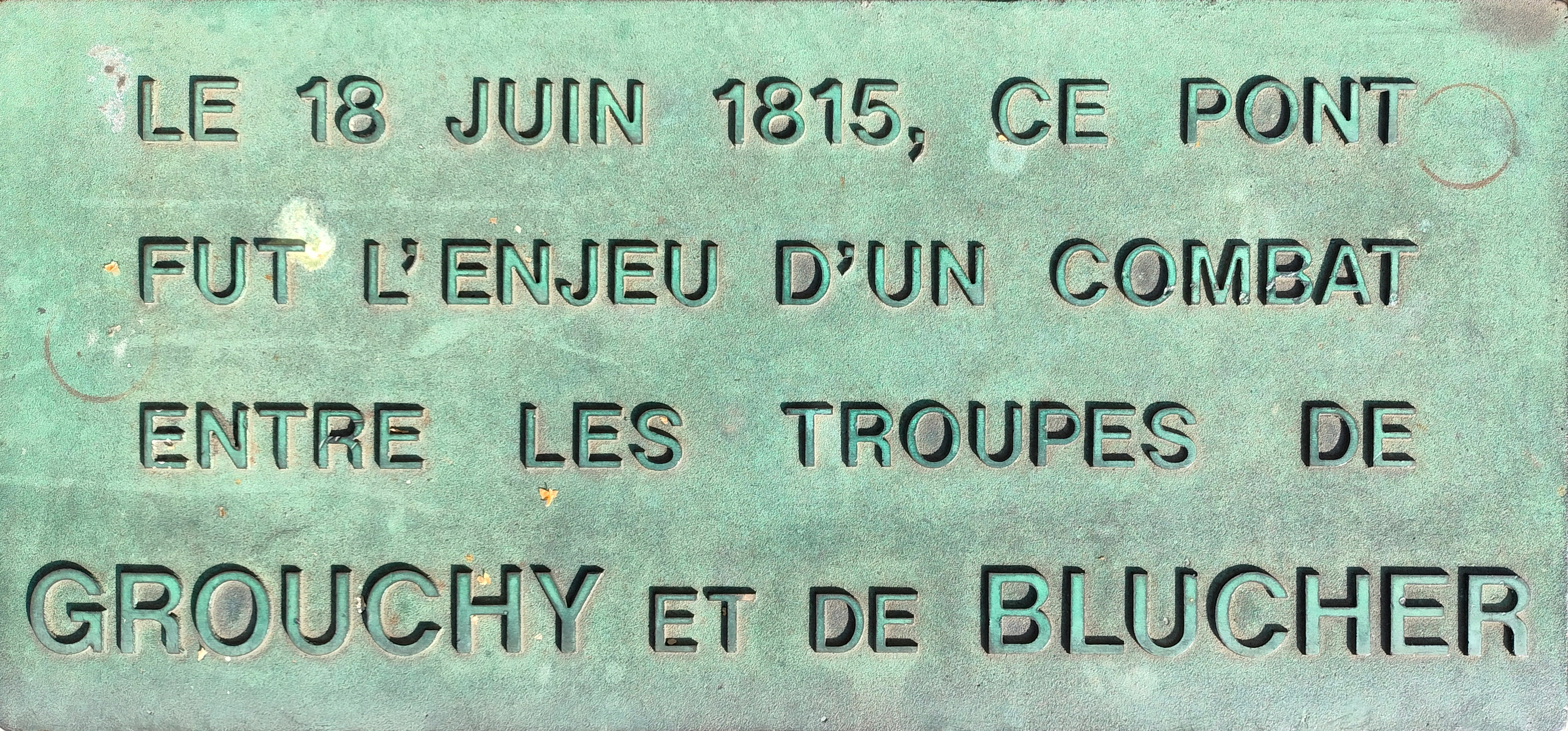
Plaque signalant les combats.

## Historique

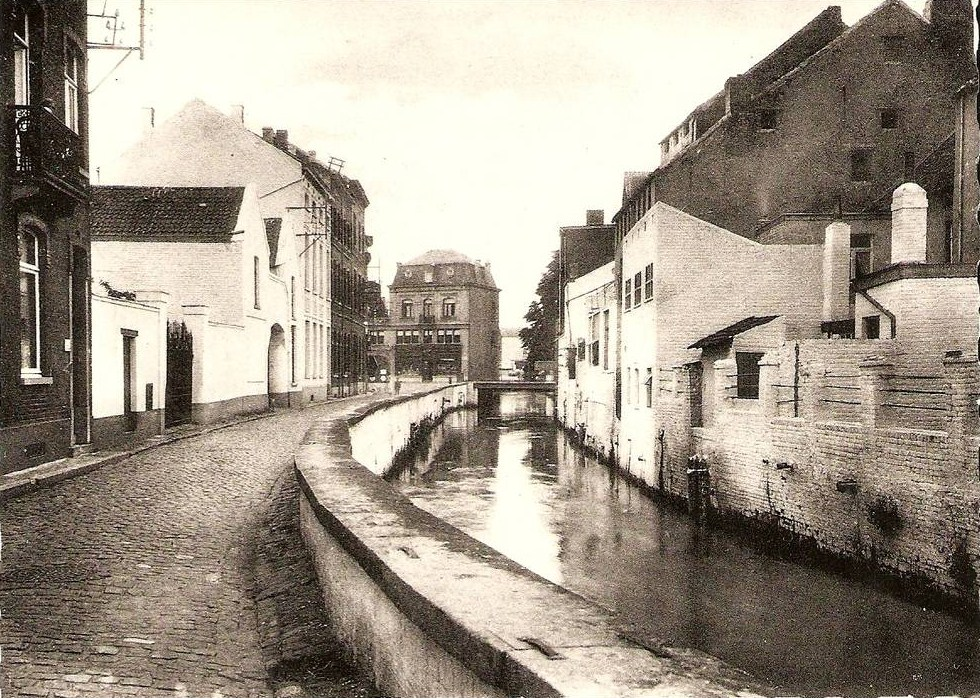
La Dyle et le Pont du Christ vers 1910.

Le 18 juin 1815, le Pont du Christ fit l'objet de 13 assauts successifs particulièrement meurtriers.
Il fut conquis à deux reprises par les soldats suisses du bataillon Stoffel, du 2e régiment Étranger, créé le 24 avril 1815 et intégré à la 10e Division du 3e corps d'armée français (Armée du Nord).
Ces soldats prirent part à la campagne de Belgique et furent décimés lors des affrontements autour du Pont du Christ.
Lors de ces combats, la statue du Christ qui surmonte le pont reçut un coup de biscaïen (mousquet) dans le flanc gauche.
Le pont dans son état actuel date de 1946, comme l'atteste la plaque en pierre bleue intégrée dans la face du parapet occidental qui surplombe la Dyle.

## Description

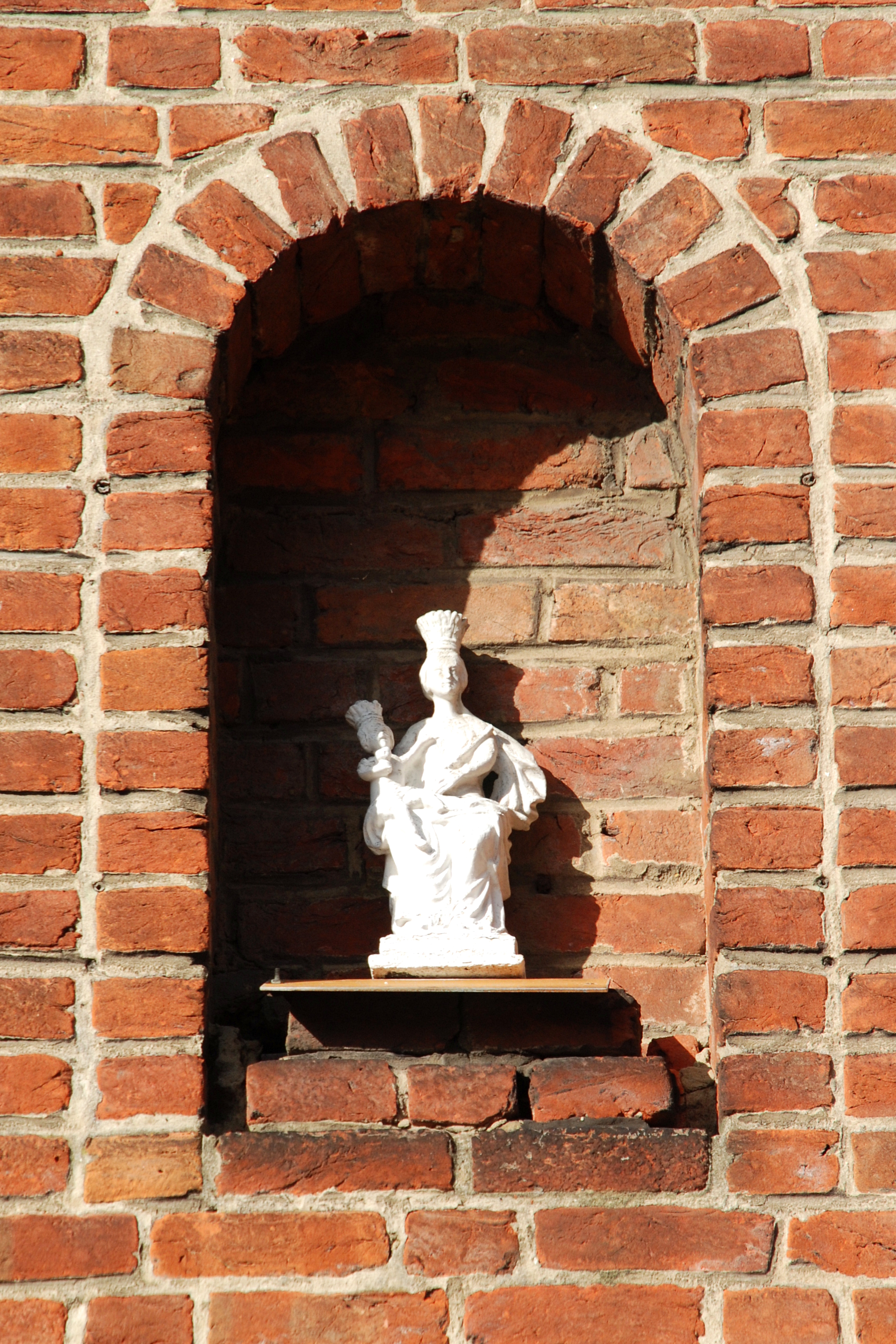
La Vierge à l'Enfant qui domine le pont.

Le pont, de dimensions très modestes, est délimité latéralement par de simples parapets en blocs de grès ferrugineux, un matériau très employé à Wavre et dans sa région.
Le parapet oriental porte deux plaques.
La première, placée au-dessus du parapet, indique :

« Le 18 juin 1815, ce pont

fut l'enjeu d'un combat

entre les troupes de

Grouchy et de Blucher »

La seconde, apposée verticalement sur ce même parapet, fut inaugurée le 9 mai 2009 en présence de figurants en costumes napoléoniens :

« Aux soldats du bataillon Stoffel, du 2e

régiment étranger (Suisse), créé le 24 avril

1815 - intégré à la 10e division du 3e corps

d'armée français (armée du Nord) -, qui

prirent part à la campagne de Belgique et qui

furent décimés, à Wavre, en conquérant à

deux reprises le Pont du Christ, dans la

soirée du dimanche 18 juin 1815. »

La façade du bâtiment qui domine le pont à l'angle de la rue du Pont du Christ et de la rue du Quai aux Huîtres est ornée d'une niche cintrée qui abrite une petite statue blanche de la Vierge à l'Enfant.

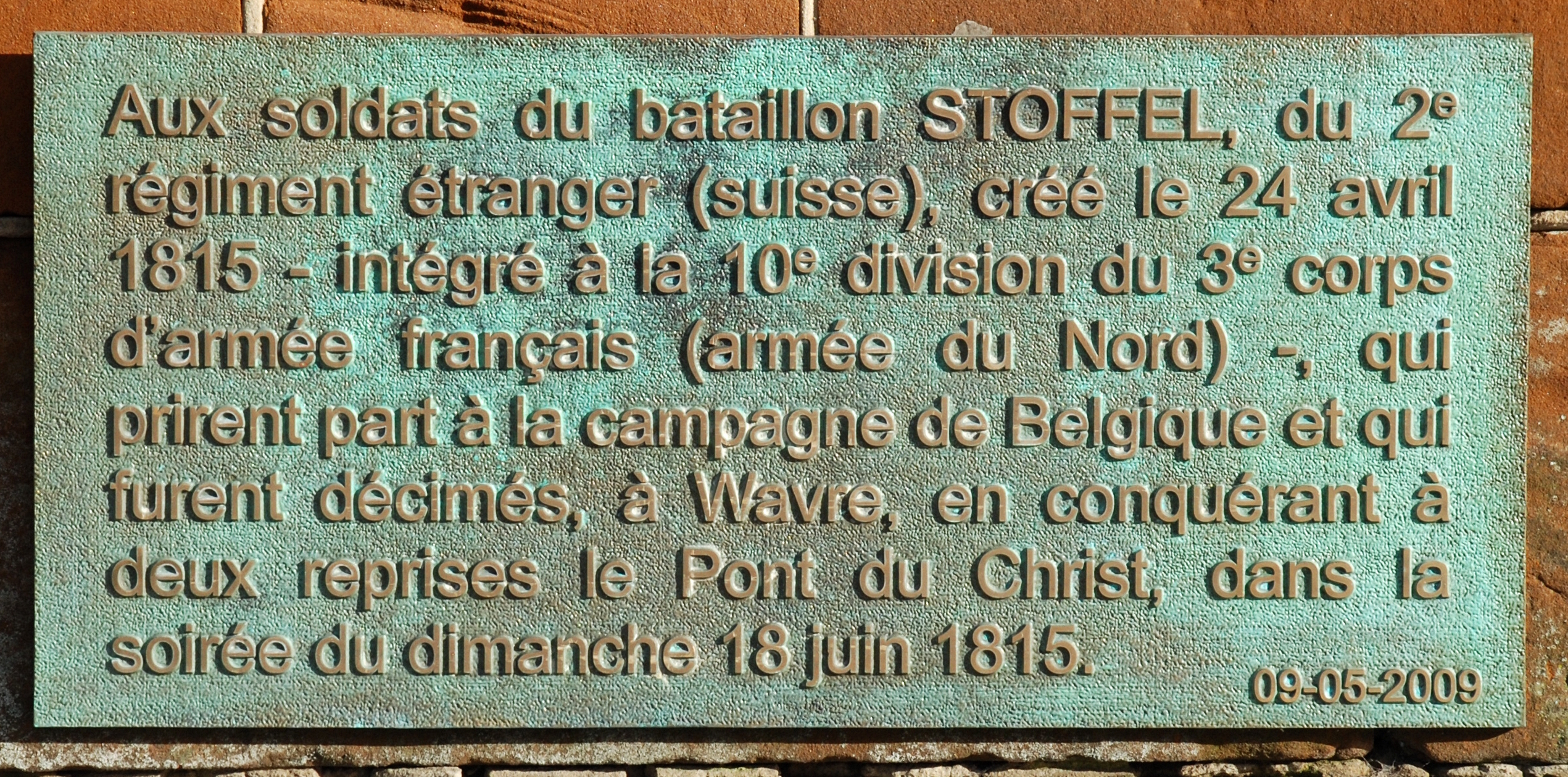
Plaque aux soldats du bataillon Stoffel.